# César de la Hoz
César de la Hoz López (Orejo, Cantabria, 30 de marzo de 1992) es un futbolista español que juega de centrocampista y desde julio de 2025 está sin equipo.

## Trayectoria
Se formó en las categorías base del Racing de Santander desde la edad infantil, escalando peldaños hasta formar parte del filial racinguista y llegar a debutar con el primer equipo. Más tarde, militó durante una temporada en el Barakaldo C. F., la 2013-14.
Llegó en 2014 a las filas del Real Betis Balompié "B", filial en el que disputó las siguientes tres temporadas y en el que se convirtió en capitán. Descendieron a Tercera División, pero más tarde, al término de la temporada 2016-17, volvieron a ascender a Segunda B.
Realizó la pretemporada a las órdenes de Quique Setién con el primer equipo del Real Betis, pero en los últimos días de cierre de mercado, en concreto, el 30 de agosto de 2017, Albacete Balompié y Real Betis anunciaron la cesión del jugador al club castellano-manchego hasta el 30 de junio de 2018.
Tras regresar de su cesión del cuadro albaceteño, aunque tenía un año más de contrato con el Real Betis, se desvinculó del equipo verdiblanco y firmó por dos temporadas con la Unión Deportiva Almería. Finalmente estuvo cinco y con este equipo llegó a jugar en Primera División.
En julio de 2023, y tras finalizar contrato con la Unión Deportiva Almería, firmó hasta 2025 como agente libre con el Real Valladolid Club de Fútbol. Ascendió con el equipo pucelano a la máxima categoría en esta misma temporada.[cita requerida]
El 16 de enero de 2025, tras haber perdido protagonismo en el equipo vallisoletano, se incorporó al Real Oviedo. Ayudó a conseguir el ascenso a Primera División y en julio dejó el club después de que este hiciera efectiva una cláusula que había en el contrato.

## Clubes
| Club                       | País   | Año       |
| -------------------------- | ------ | --------- |
| Racing de Santander "B"    | España | 2011-2013 |
| Racing de Santander        | España | 2012      |
| Barakaldo C. F.            | España | 2013-2014 |
| Real Betis Balompié "B"    | España | 2014-2017 |
| Albacete Balompié (cedido) | España | 2017-2018 |
| U. D. Almería              | España | 2018-2023 |
| Real Valladolid C. F.      | España | 2023-2025 |
| Real Oviedo                | España | 2025      |

## Palmarés

### Títulos nacionales
| Título           | Club          | País   | Año  |
| ---------------- | ------------- | ------ | ---- |
| Segunda División | U. D. Almería | España | 2022 |